# Roma (nome)
Roma  è un nome proprio di persona italiano femminile.

## Varianti
- Alterati: Rometta, Romina
- Maschili: Romo

## Origine e diffusione

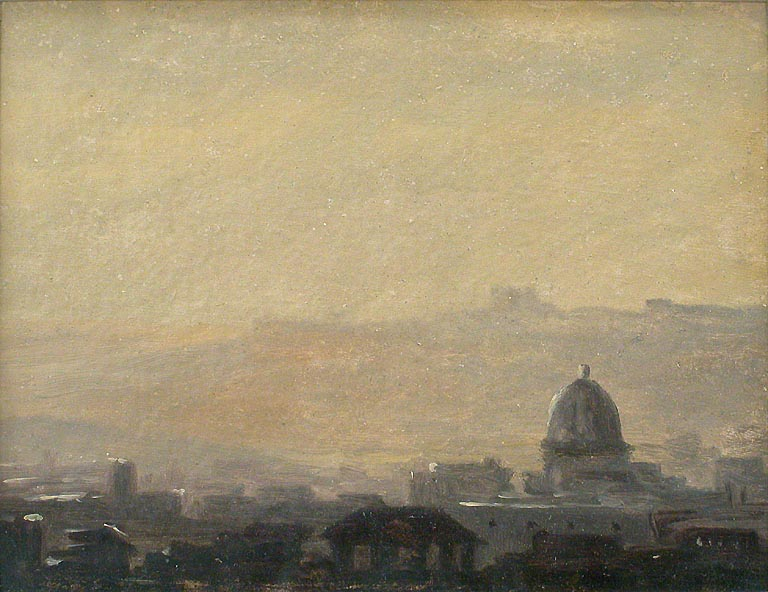
Paesaggio italiano, di Pierre-Henri de Valenciennes

Riprende il nome della città di Roma, proveniente dal latino o dall'etrusco e di origine incerta.

## Onomastico
Può essere festeggiato il 1º novembre, festa di Ognissanti, non essendovi sante con questo nome che è quindi adespota.

## Persone
- Roma Downey, attrice nordirlandese
- Roma Maffia, attrice statunitense
- Roma Ryan, scrittrice, poetessa e paroliera britannica

## Il nome nelle arti
- Roma Garofolo è la protagonista del film Mamma Roma scritto e diretto da Pier Paolo Pasolini, interpretata da Anna Magnani.